# Messier 3
Messier 3 (còn gọi là M3 hay NGC 5272) là một cụm sao cầu trong chòm sao Lạp Khuyển (Canes Venatici). Nó được Charles Messier phát hiện năm 1764, và được William Herschel phân giải thành các ngôi sao năm 1784. Cụm sao này là một trong những cụm sao lớn nhất và sáng nhất, chứa khoảng 500.000 ngôi sao. Nó nằm ở khoảng cách khoảng 33.900 năm ánh sáng tính từ Trái Đất. M3 có cấp sao biểu kiến là 6,2, làm cho nó trở thành nhìn thấy với mắt trần trong các điều kiện tối tăm. Với một kính viễn vọng kích thước trung bình, cụm sao này được xác định đặc điểm đầy đủ. Người ta ước tính nó khoảng 8 tỷ năm tuổi.
|  |